# Tratto da una notte vera
Tratto da una notte vera è il secondo disco dal vivo del cantautore italiano Joe Barbieri.
Voluto dallo stesso artista per celebrare i propri 30 anni di carriera, l'album è stato registrato il 4 dicembre 2021 al Teatro Forma di Bari in occasione della tappa cittadina del tour di Tratto da una storia vera, disco in studio pubblicato da Barbieri l'anno precedente.
Oltre a Joe Barbieri alle registrazioni hanno preso parte i musicisti Pietro Lussu (pianoforte), Bruno Marcozzi (percussioni e batteria) e Daniele Sorrentino (contrabbasso).
In aggiunta alla versione digitale, la versione fisica dell'album è disponibile in due formati, CD e LP, entrambi costituiti da due supporti.

L'edizione giapponese del disco, invece, è costituita da un solo supporto e non è stata pubblicata su LP.

## Tracce
Le tracce della versione su 2LP sono 18, mentre quelle in versione digitale e 2CD sono 20:
Disco 1
1. Niente di grave - 4:53 ((Giuseppe Barbieri)
2. La giusta distanza - 5:09 (Giuseppe Barbieri) - non disponibile nella versione LP
3. Promemoria - 3:55 (Giuseppe Barbieri)
4. Previsioni del tempo - 4:55 (Giuseppe Barbieri)
5. Gira e rigira - 8:18 (Giuseppe Barbieri)
6. Pura ambra - 6:37 (Giuseppe Barbieri)
7. Leggera - 4:30 (Giuseppe Barbieri)
8. Una tempesta in un bicchier d'acqua - 4:55 (Giuseppe Barbieri) - non disponibile nella versione LP
9. Le milonghe del sabato - 3:56 (Giuseppe Barbieri)
10. Tu, io e domani - 3:16 (Giuseppe Barbieri)

Disco 2
1. In buone mani - 4:30 (Giuseppe Barbieri)
2. Vedi Napoli e poi canta - 5:29 (Giuseppe Barbieri)
3. Lacrime di coccodrillo - 5:15 (Giuseppe Barbieri)
4. Scusami - 5:19 (Giuseppe Barbieri)
5. medley: Cicale e chimere / Itaca / Cosmonauta da appartamento - 5:55 (Giuseppe Barbieri)
6. Normalmente - 6:06 (Giuseppe Barbieri)
7. Zenzero e cannella - 5:24 (Giuseppe Barbieri)
8. Retrospettiva futura - 3:15 (Giuseppe Barbieri)
9. Dettagli - 4:20 (Roberto Carlos, Erasmo Carlos, Bruno Lauzi)
10. Maravilhosa avventura - 3:17 (Giuseppe Barbieri)